# Pałac w Kondratowicach
Pałac w Kondratowicach – zabytkowy pałac wybudowany w XVII w. w Kondratowicach.

## Położenie
Pałac położony jest w Kondratowicach – wsi w Polsce, w województwie dolnośląskim, w powiecie strzelińskim, w gminie Kondratowice.

## Historia
W 1651 właścicielem majątku w Kondratowicach został Mikołaj Henel z Prudnika. Obiekt jest częścią zespołu pałacowego, w skład którego wchodzą jeszcze: park i ogród gospodarczy, z XIX w.; folwark: rządówka z końca XVII w., przebudowana w pierwszej połowy XIX w.;  stodoła i warsztaty z końca XIX w.; budynek gospodarcze z XIX/XX w.; spichrz z 1890 r.; spichrz, obora, ogrodzenie murowane i most z 1880 r.